# Megaselia deprivata
Megaselia deprivata är en tvåvingeart som beskrevs av Borgmeier 1969. Megaselia deprivata ingår i släktet Megaselia och familjen puckelflugor. Inga underarter finns listade i Catalogue of Life.